# Heliscus submersus
Heliscus submersus är en svampart som beskrevs av H.J. Huds. 1961. Heliscus submersus ingår i släktet Heliscus och familjen Nectriaceae.   Inga underarter finns listade i Catalogue of Life.